# 신데렐라 익스프레스
신데렐라 익스프레스(일본어: シンデレラ・エクスプレス, 영어: Cinderella Express)는 1987년부터 1992년까지 도카이도 신칸센의 CM 광고로 당시 도카이여객철도가 도카이도 신칸센을 홍보하기 위해 광고를 제작했다.

## 개요
1987년 일본국유철도가 JR 그룹으로 분리되면서 도카이 여객철도는 가장 수요가 좋은 도카이도 신칸센을 홍보하기 위해 CM 광고를 제작하기 시작했는데 광고 제작의 목적은 휴일 연일이용객을 목적으로 제작되었고 자정기 되기 전에 귀가해야 한다는 내용으로 도쿄 ~ 신오사카행 열차편 중에서 월요일 자정 이전에 도착하는 열차편에 명칭을 붙여주었다. 특히 신칸센의 경우 소음과 선로 정비 문제로 법으로 운행 시간이 정해져 있기 때문에 자정 이전에 운행을 끝내야 하기 때문에 일요일에 운행하는 도쿄 ~ 신오사카행 막차가 된다.
당시 다이야로 월요일 자정 이전에 신오사카에 도착하는 열차편은 히카리로(21:00 발 289호), 특히 일요일의 경우 100계로 운행되었다. 촬영 당시 운행 종료 이후 도쿄역 홈을 사용해 100계로 왕복 운행을 했다. 이후 CM 광고가 제작되면서 신데렐라 익스프레스가 출발하기 직전의 도쿄역 승강장의 경우 서로 이별하는 모습이 방송에서 주목을 받았다.
1992년에 자정 이전에 신오사카에 도착하는 열차편은 노조미로(21:18 발 303호)로 변경과 동시에 차량도 300계로 변경되었다. CM 광고 이후 도카이여객철도는 도카이도 신칸센을 배경으로 익스프레스 시리즈를 제작했는데 이 중 크리스마스 익스프레스의 경우 1989년부터 1992년까지 CM 광고로 전개되었다.

## 같이 보기
- 크리스마스 익스프레스
- 도카이도 신칸센
- 도카이여객철도